# شمسان (الرجم)

تعديل مصدري - تعديل

شمسان هي إحدى قرى عزلة البشاري بمديرية الرجم التابعة لمحافظة المحويت، بلغ تعداد سكانها 756 نسمة حسب تعداد اليمن لعام 2004.